# Sant Julian (Erau)
Sant Julian (en francès Saint-Julien) és un poble occità del Llenguadoc situat a la part septentrional del departament de l'Erau a la regió Occitània.